# ナイカイムチョウウズムシ
ナイカイムチョウウズムシ Praesagittifera naikaiensis（内海無腸渦虫）は、瀬戸内海に生息する無腸動物の一種である。和名である「ナイカイムチョウウズムシ」の名は2015年、彦坂らにより名付けられた。

## 発見と分類
本種はまず1982年、岡山県 玉野市（タイプ産地）にて、弥益輝文によりConvoluta属の新種としてConvoluta naikaiensisとして原記載された。1990年、KostenkoとMamkaevによりサギティフェラ科に移され、Simsagittifera属に変更された。さらに近年、無腸綱内の系統及び分類群がリボゾーム遺伝子、ミトコンドリア遺伝子、形態形質に基づいて総合的に再検討され、その結果、現在はコンボルータ科 プレサギティフェラ属に分類されている。

## 形態
体サイズは、長径約2.5 mm、短径約1 mm。体型はヘチマのような形で、前部がやや細く後端が丸みを帯びる。体色は共生藻に由来し、深緑色または濃褐色。

## 生態と分布
本種は5月から梅雨明けにかけて爆発的に増殖し、6-7月にその個体数はピークとなる。その後海水温の上昇とともに成体の死滅が始まり、自然環境では7月下旬から11月上旬にかけて成熟個体はみられなくなる。
本種は瀬戸内海のカスプ状海岸に棲息している。生息環境は小潮レベルの波打ち際から0.5 ～ 1 m程度沖へ入った砂地で、干潮時には粒の大きい粗い砂利の下から細かい花崗岩質の砂が露出する。潮が大きく引くとカスプの凹面から海へ向かって地下水が滲出し、小流を作る。本種はカスプの凹みの湿っている場所に集積しており、その付近は他と比べて砂の表面が黒っぽく見える。
ワミノアムチョウウズムシ Waminoa litusは親の卵巣内で共生藻を受け継ぎ、産卵当初から共生藻を内包した胚となる垂直伝播を行うのに対し、本種はほかの多くの無腸動物と同様に雌雄同体で交接による体内受精を行い、共生藻を持たない卵を産む、共生藻の水平伝播を行う。卵巣の発達状態は、Ⅰ期（無卵巣期）、Ⅱ期（卵黄形成初期）、Ⅲ期（卵黄形成後期）の3ステージに分けられ、これはワミノアムチョウウズムシと同様である。体長が2 mmを越すと、卵巣が成熟し、体の中央に黄色い卵巣が観察されるようになる。卵は共生藻を含まないため山吹色を呈し、1個ずつ透明な卵殻に覆われ、さらに1-3個の卵殻がゼリー状のセメント物質で他物に生みつけられる。

## 発生
無腸動物は二重螺旋卵割（2つ組螺旋卵割、duet spiral cleavage）という独特の様式で発生が進む。1909年のBresslauによるConvoluta roscoffensisの研究では、最初の縦割が単に1回だけにとどまり大割球が2個しかできず、その後螺旋的に卵割が進められ、第1小割球～第4小割球が出されるが、小割球は各2個ずつしかないこと、また大割球が第4小割球を出す前に被いかぶせによって内部に包囲されるということが分かっている。本種においても、二重螺旋卵割により発生が進み、産卵後3日目には胚は幼生として孵化し、遊泳幼生になる（直達発生）。遊泳幼生を親とともに飼育すると、幼生は共生藻を体内に取り込んで緑化し、底面を這う幼若体になる。

## 人間との関係
本種は2015年の彦坂らの研究で繁殖・飼育がなされ、人工飼育が可能となった。